# Kirsna-Ostrów
Kirsna-Ostrów (lit. Aštrioji Kirsna) – wieś na Litwie, w okręgu olickim, w rejonie łoździejskim, siedziba administracyjna gminy Būdvietis. W 2011 roku liczyła 60 mieszkańców.